# Bertha Valerius

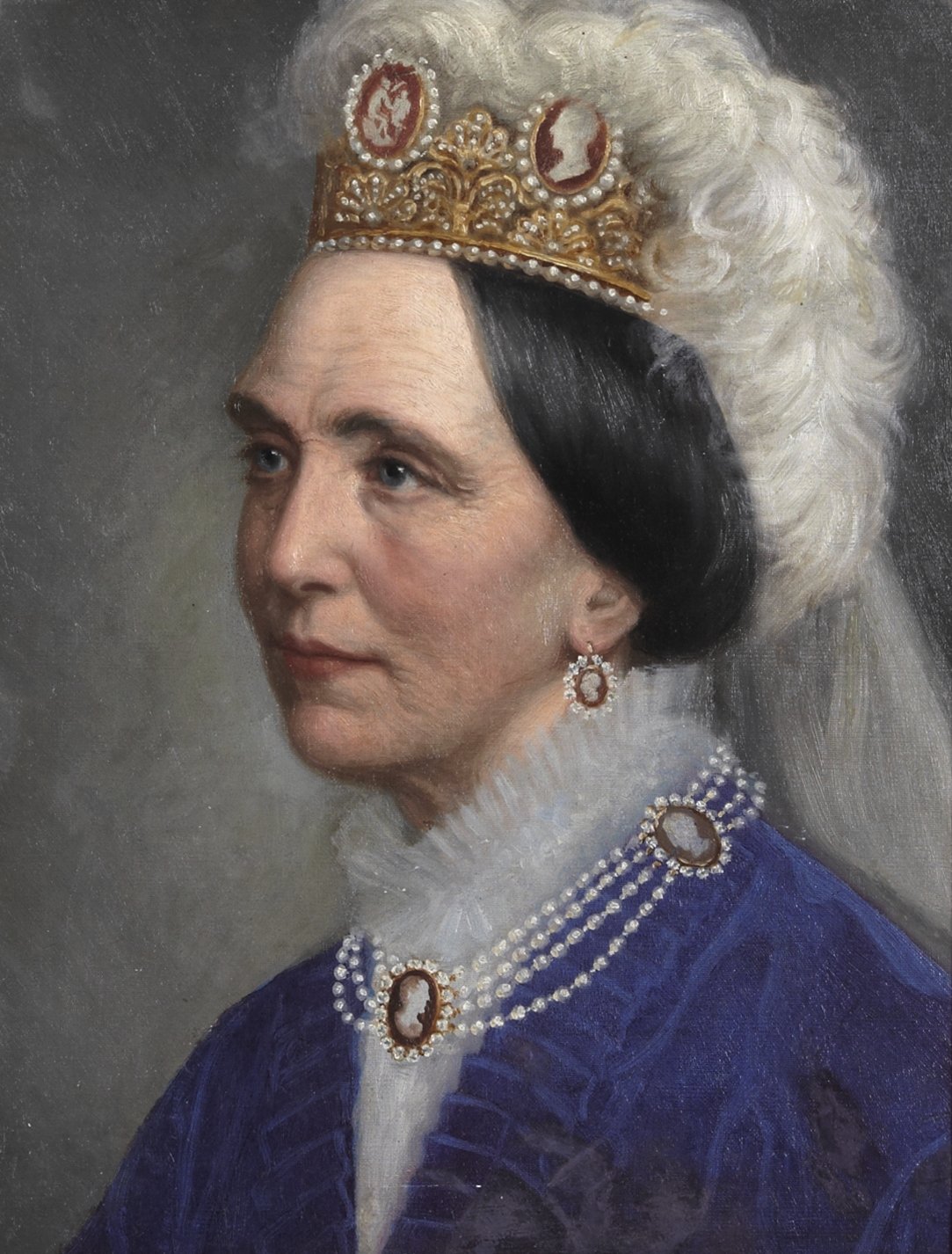
Portrét Joséphine de Beauharnais mladší z Leuchtenbergu

Aurora Valeria Albertina Valerius, známá jako Bertha (21. ledna 1824, Stockholm – 24. března 1895, Stockholm), byla švédská fotografka a malířka.

## Životopis
Bertha Valerius se narodila kancléři Johanu Davidovi Valeriovi, členu Švédské akademie, a Kristině Auroře Ingell. Její sestra byla zpěvačka a malířka baronka Adelaïde Leuhusen.
Od roku 1849 studovala na Královské švédské akademii výtvarných umění a získala stipendium ke studiu v Düsseldorfu, Drážďanech a Paříži. Po svém návratu se začala věnovat kariéře portrétistky. V letech 1853 a 1856 se účastnila výstav na Akademii. Později měla příležitost doprovázet svou sestru a operní zpěvačku Kristinu Nilssonovou do Paříže, kde působila jako její doprovod. Během svého druhého pobytu v Paříži se začala zajímat o fotografii a po svém návratu v roce 1862 si ve Stockholmu otevřela vlastní ateliér; brzy se stal jedním z nejpozoruhodnějších fotografů ve Stockholmu.
V roce 1864 byla jmenována oficiální portrétní umělkyní Královského dvora a pro Královskou rodinu vyrobila 120 vizitek. Na výstavě v Kungsträdgården v roce 1866 jí byl udělen čestný diplom. Od roku 1868 do roku 1872 provozovala vlastní ateliér v hotelu de la Croix v Norrmalmu. Někdy kolem roku 1880 ateliér zavřela a věnovala se portrétní malbě. V roce 1899 převzala studio její kolegyně, fotografka Selma Jacobsson, která byla také jmenována královskou fotografkou.
Jeden z jejích nejpopulárnějších a často reprodukovaných obrazů ukazuje Ježíše v Edelweiss. Podílela se na mnoha charitativních činnostech, a přestože nebyla bohatá, v průběhu své kariéry darovala potřebným přes 150 000 švédských korun.
Její práce lze vidět na Královské akademii, Univerzitní knihovně v Uppsale, Akademii věd a v muzeu v Linköpingu.
Patřila k průkopnické generaci profesionálních fotografek ve Švédsku po Britě Sofii Hesseliusové : ve stejnou dobu, kdy se stala aktivní, Hedvig Söderström ve Stockholmu (1857), Emma Schenson v Uppsale a Wilhelmina Lagerholm v Örebro (1862), mimo jiné, staly se prvními profesionálními fotografkami ve svých městech: v šedesátých letech 19. století to bylo nejméně 15 potvrzených fotografek ve Švédsku, z nichž tři, Rosalie Sjöman, Caroline von Knorring a Bertha Valerius, patřící k elitě jejich profese.

## Galerie

Agnes Jacobsson, portrét
Albert Lindhagen (1823–1887), Nationalmuseum
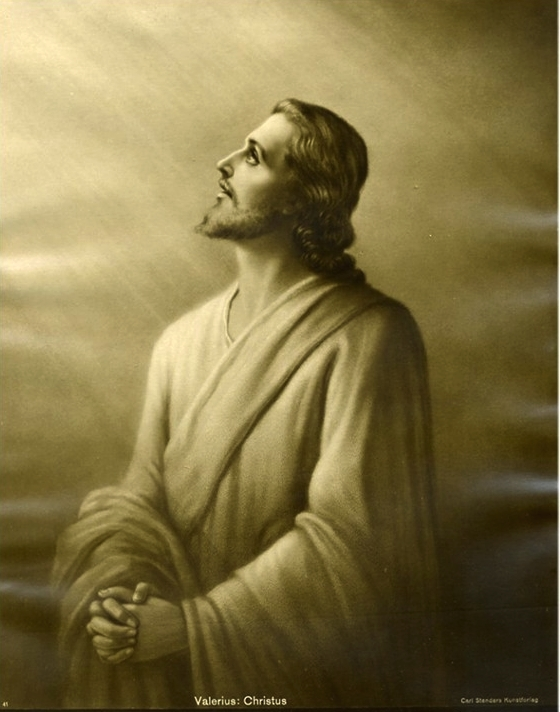
Kristus
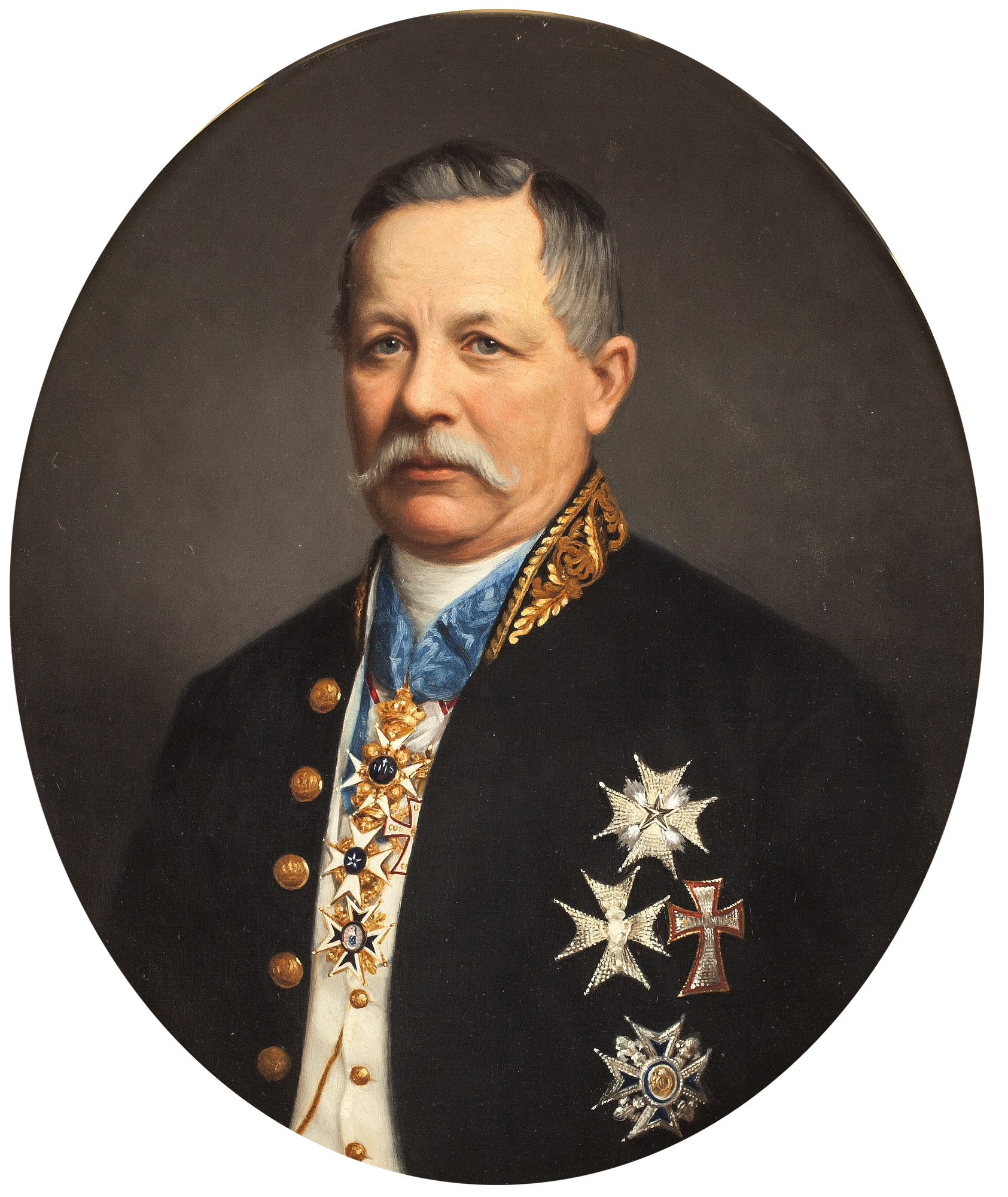
Hovmarskalk Knut Åkerhielm
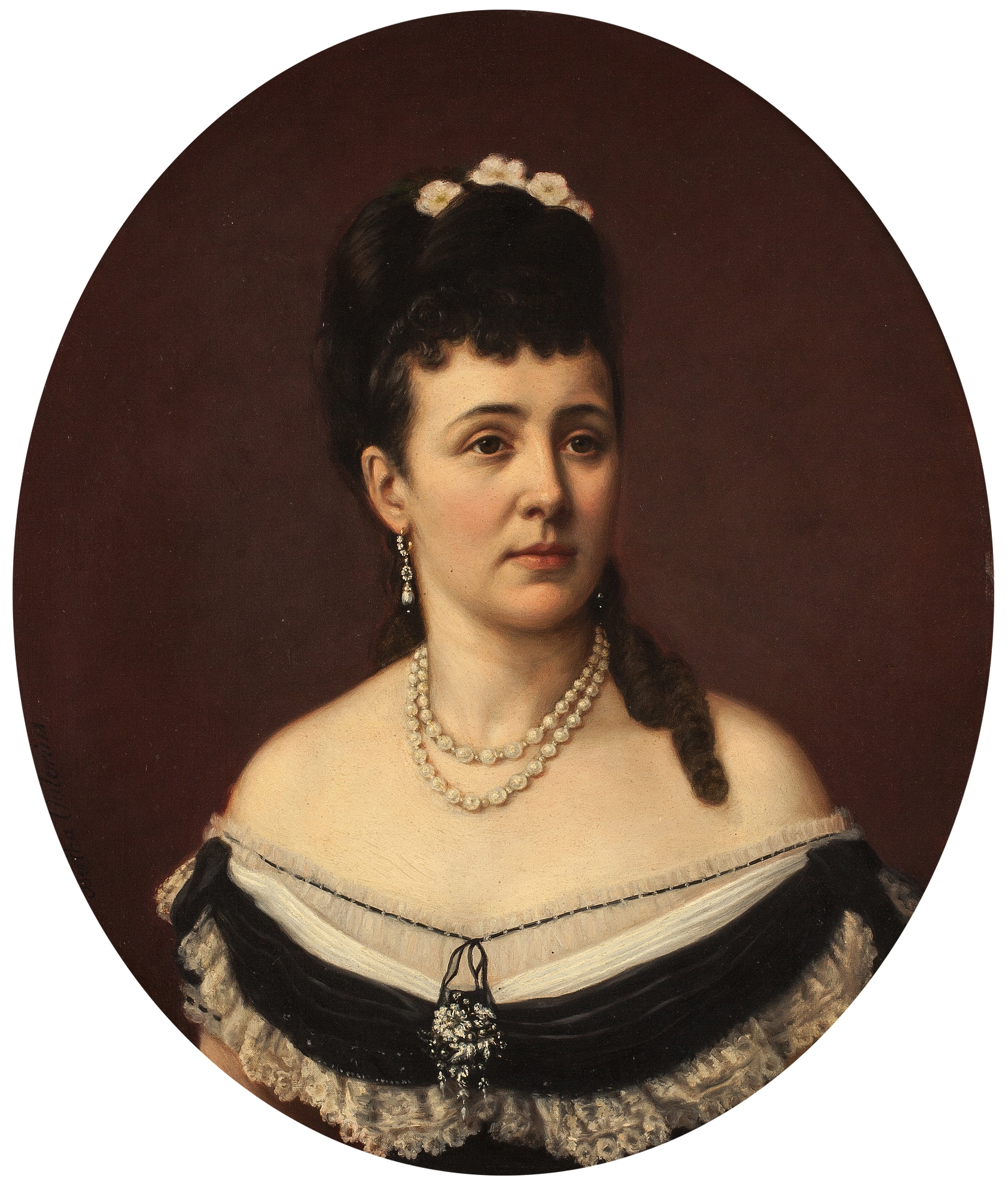
Julia Åkerhielm
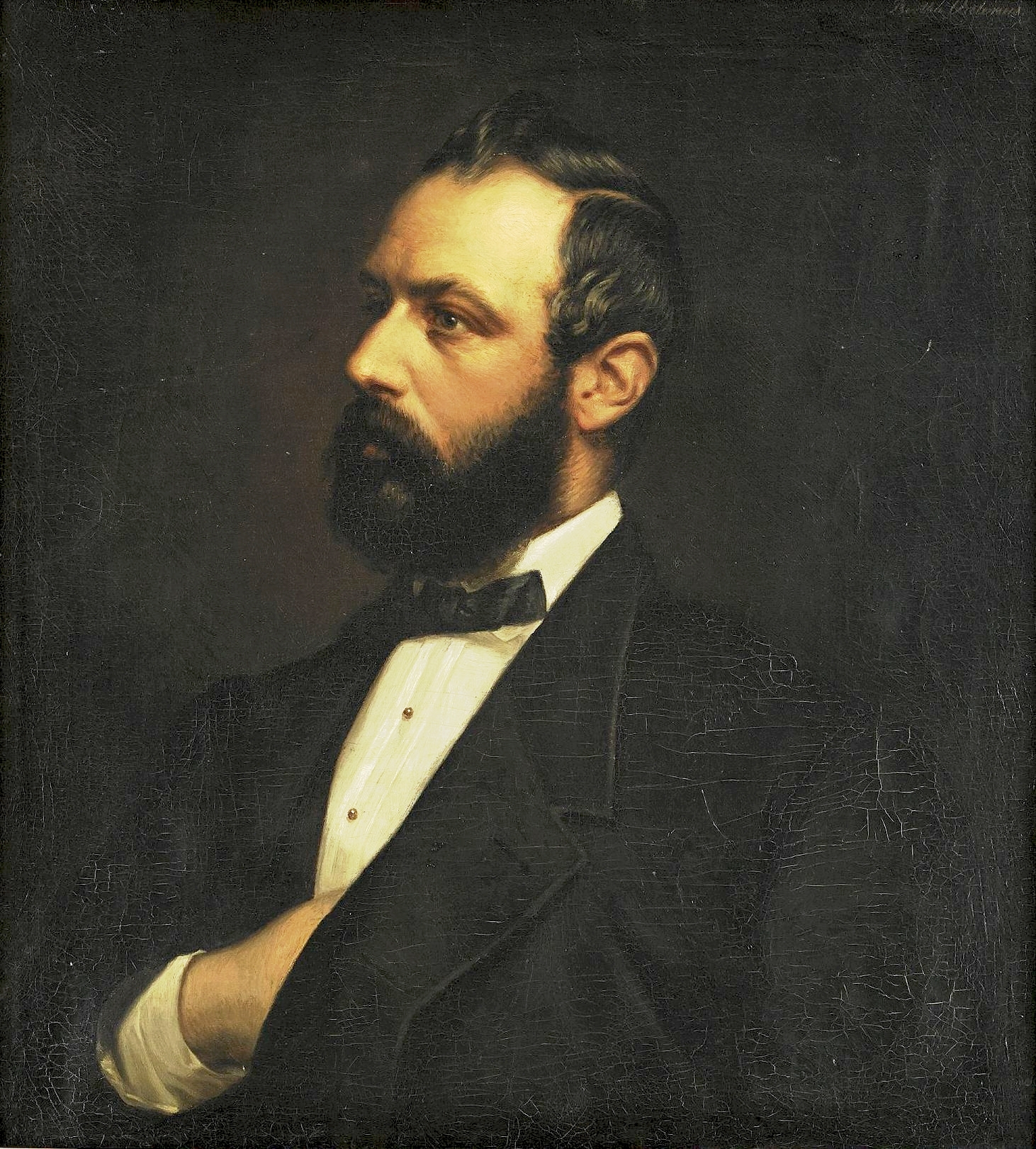
Karel XV., portrét
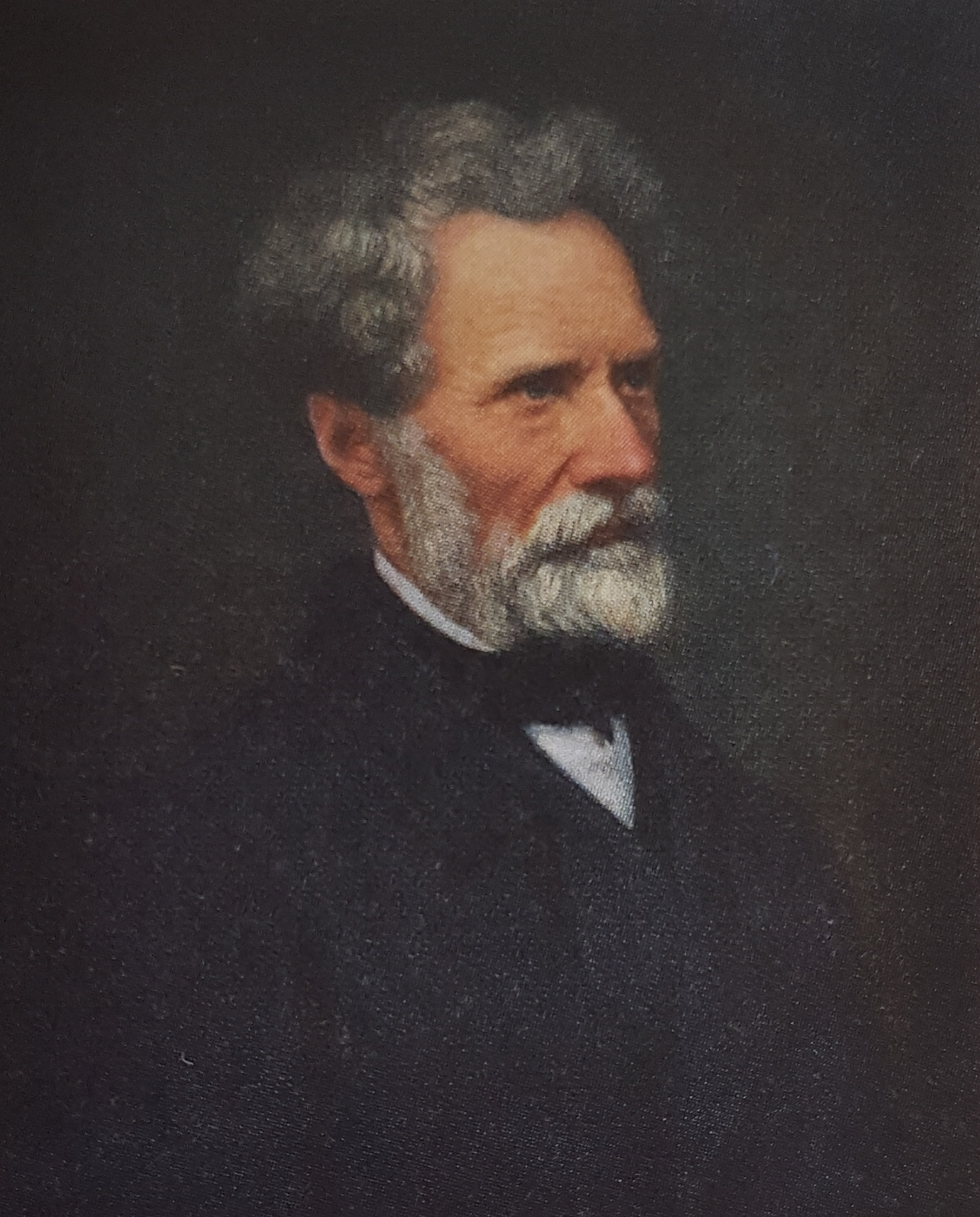
Carl Jacob Sundevall
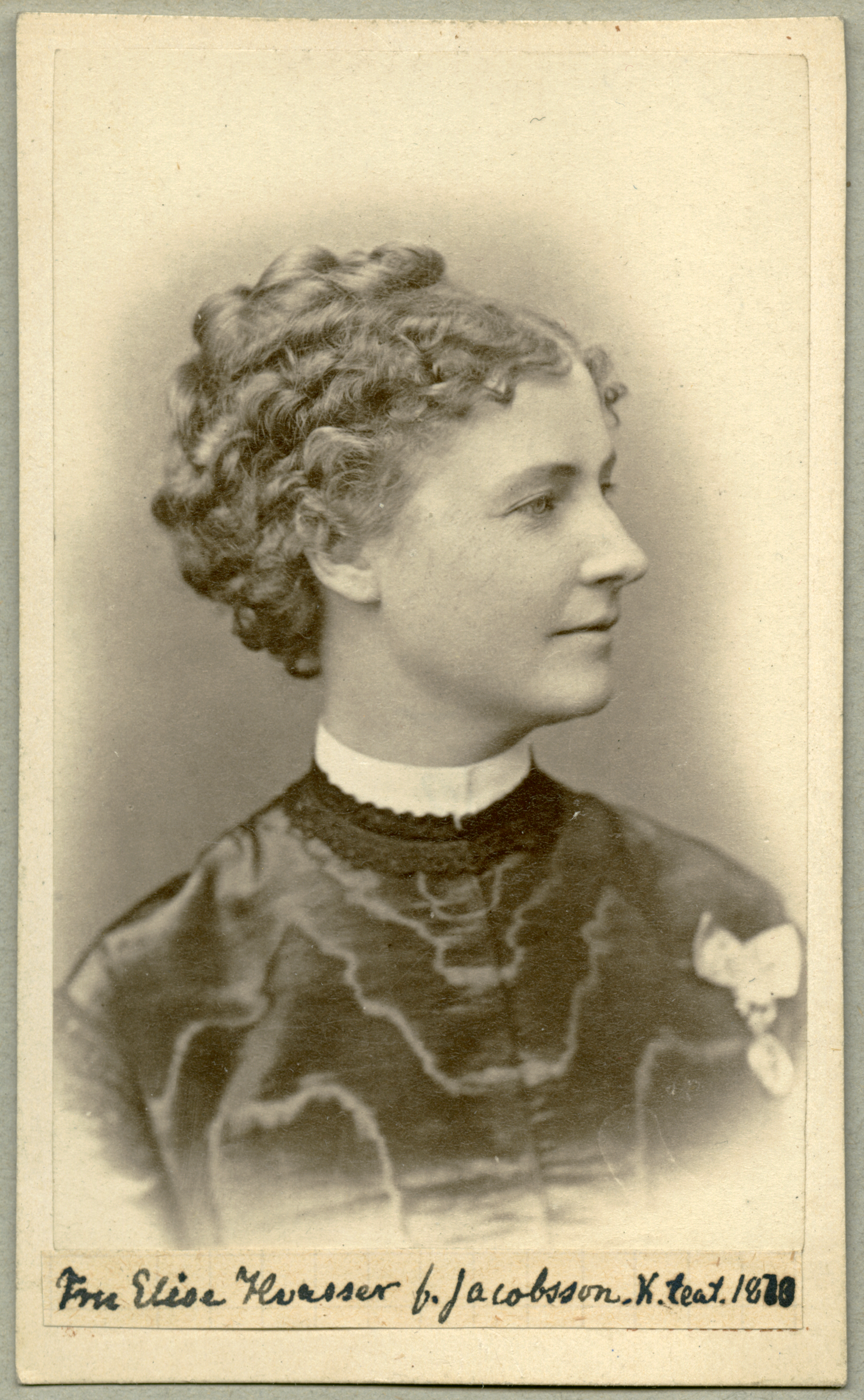
Elise Hwasser, portrét
Elise Hwasser, portrét
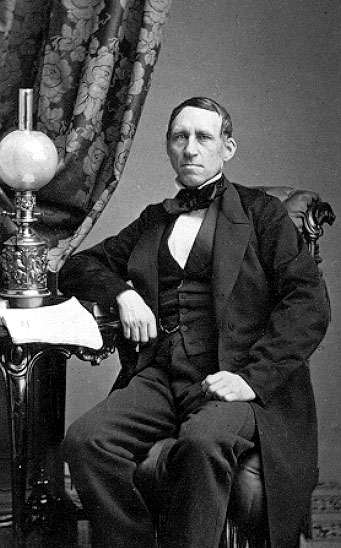
Fredrik Adolf Rinman
Signe Hebbe, portrét
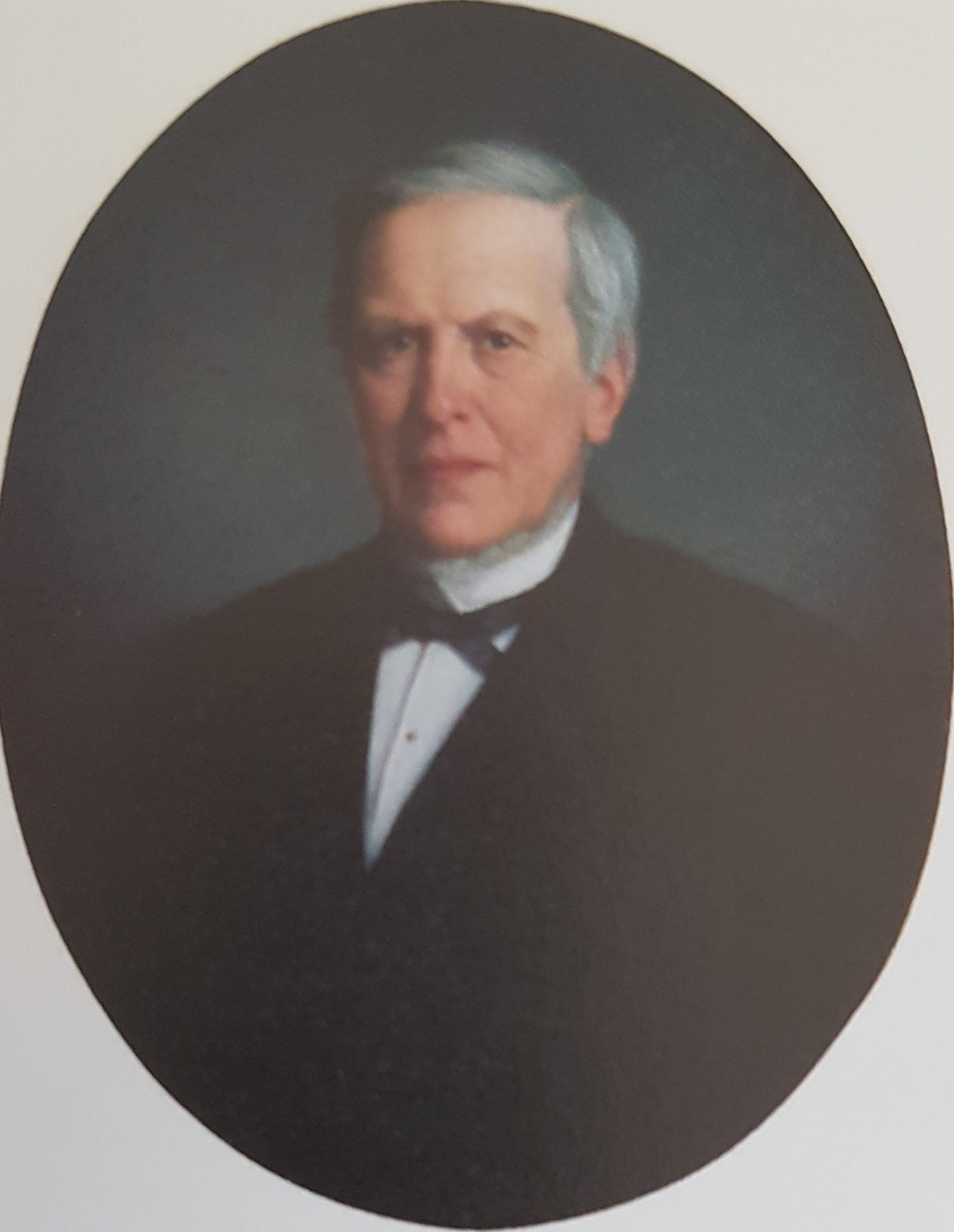
Sven Lovén